# Aristó de Corint
Aristó de Corint (en grec Ἀρίστων) va ser un militar grec fill de Pírric. Va participar en la guerra al costat de Siracusa durant la segona expedició atenenca a Sicília l'any 414 aC-413 aC, i va suggerir als siracusans una estratègia que els va donar la seva primera victòria naval.